# Гуз, Юлий Моисеевич
Юлий (Идель) Моисеевич Гуз (28 марта 1885, Одесса — 18 сентября 1971, Кишинёв) — российский, румынский и советский пианист, музыкальный педагог.

## Биография
Родился 28 марта (по старому стилю) 1885 года, в семье одесского мещанина Мойше-Герша Юдковича Гуза (1860—?) и Екатерины Яковлевны Гуз (в девичестве Подкаминер, 1862—?), дочери херсонского мещанина (родители заключили брак 6 августа 1884 года, Идель Гуз был старшим ребёнком в семье). Окончил школу исполнительского мастерства при Венской консерватории (1905), затем учился в Краковской консерватории (1905—1907). В 1907—1910 годах работал пианистом в Лейпциге и Берлине. В 1911 году преподавал на частных музыкальных курсах в Одессе. В 1912—1915 годах учился в Петербургской консерватории по классу М. Н. Бариновой. В 1915—1921 годах преподавал в музыкальной школе в Кишинёве.
В 1921—1936 годах работал педагогом в частной кишинёвской консерватории «Юниря» (Unirea), в 1936—1940 годах — в частной консерватории «Муничипал» (Municipal) там же. С 1922 года был членом Кишинёвского музыкального общества. Концертировал в Берлине, Лейпциге, Кракове, Одессе, Кишинёве.
В годы Великой Отечественной войны — в эвакуации в Алма-Ате, где преподавал в музыкальной школе. В 1944—1957 годах — заведующий кафедрой в Кишинёвской консерватории. Среди учеников Ю. М. Гуза — С. Т. Няга, Д. Г. Федов, А. И. Дайлис (1921—?), С. Карлик-Левинсон, Х. Талмацкая, О. М. Янку (1916—1998).

## Семья
- Жена — Вера Мироновна (Мееровна) Мохрик-Гуз (5 июля 1882, Кишинёв — 29 марта 1948, Москва), пианист-педагог (окончила Лейпцигскую королевскую консерваторию музыки в 1910 году), дочь одесского присяжного поверенного Мирона Яковлевича (Марка, Меера Копелевича) Мохрика[10][11].
  - Сын — Анатолий Юльевич (Иделевич) Гуз (28 апреля 1916, Одесса — 24 ноября 1990, Москва), актёр[12].